# Каленівка
Кале́нівка — село в Україні, в Оратівській селищній громаді Вінницького району Вінницької області. Розташоване за 14 км на північний схід від смт Оратів. Населення становить 35 осіб (станом на 1 січня 2018 р.).

## Населення

### Мова
Розподіл населення за рідною мовою за даними перепису 2001 року:
| Мова       | Кількість | Відсоток |
| ---------- | --------- | -------- |
| українська | 65        | 98.48%   |
| російська  | 1         | 1.52%    |
| Усього     | 66        | 100%     |

## Історія
12 червня 2020 року, відповідно розпорядження Кабінету Міністрів України № 707-р «Про визначення адміністративних центрів та затвердження територій територіальних громад Вінницької області», село увійшло до складу Оратівської селищної громади.
19 липня 2020 року, в результаті адміністративно-територіальної реформи та ліквідації Оратівського району, село увійшло до складу Вінницького району.

## Галерея

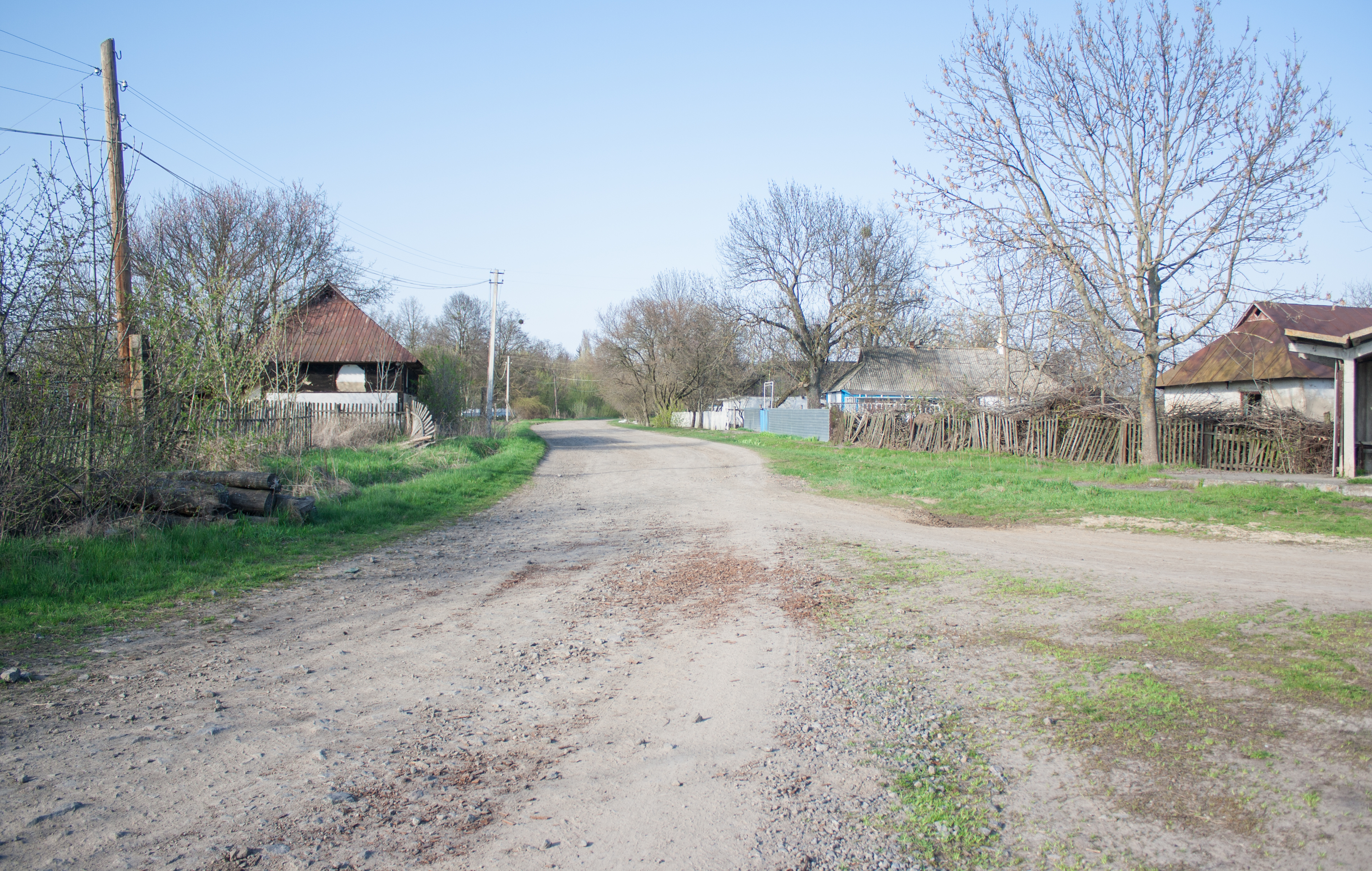
Вулиця Садова
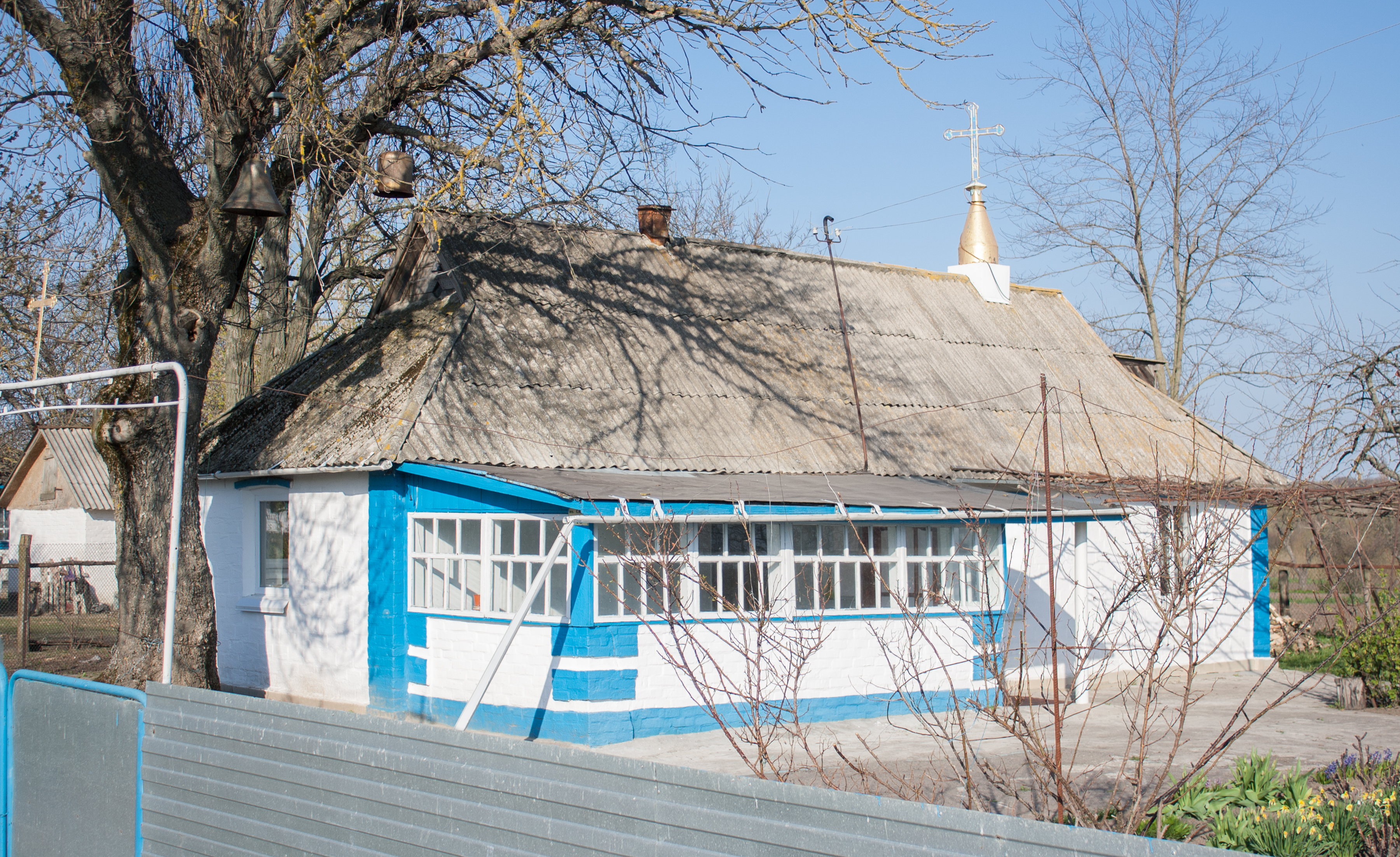
Церква
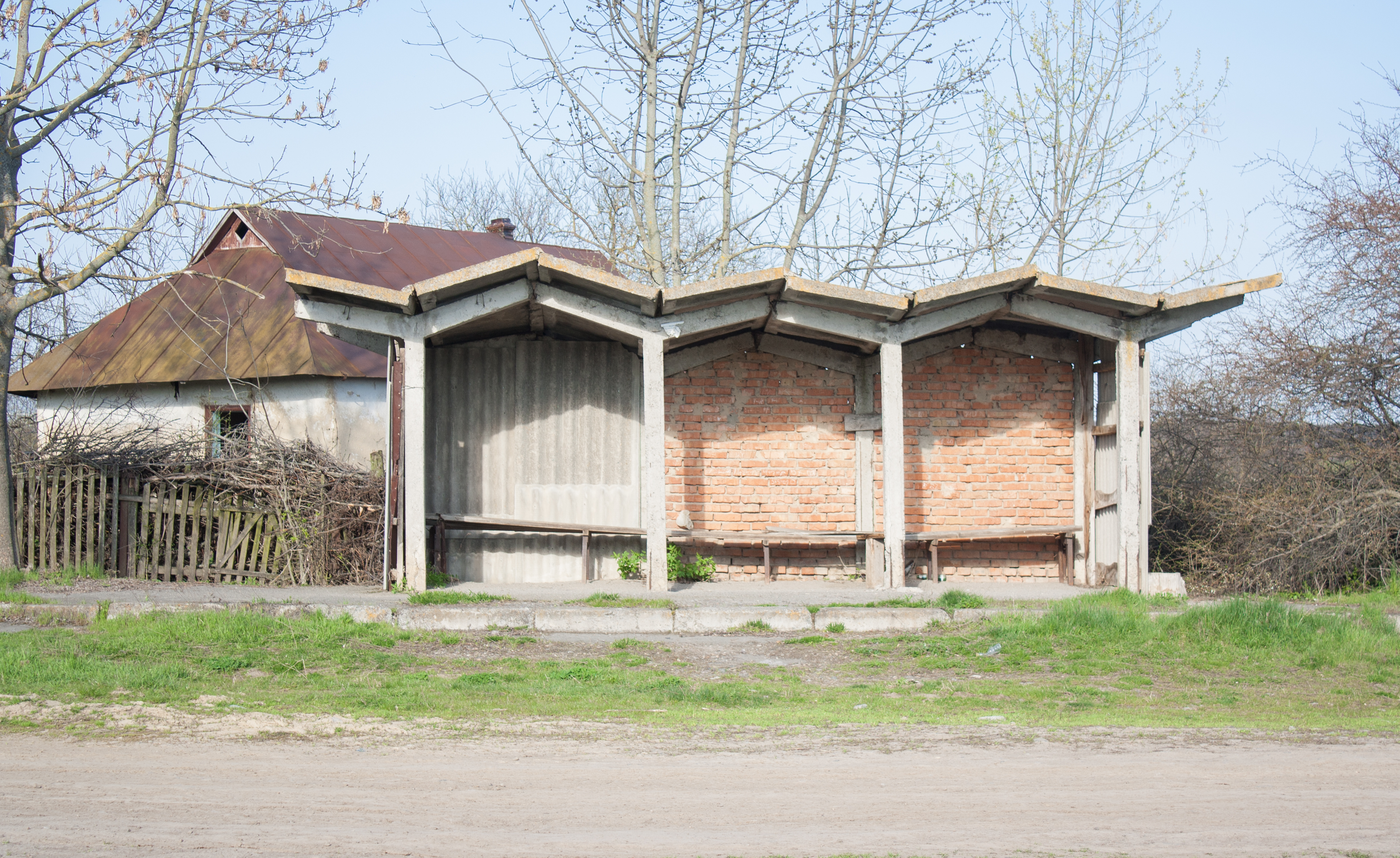
Автобусна зупинка
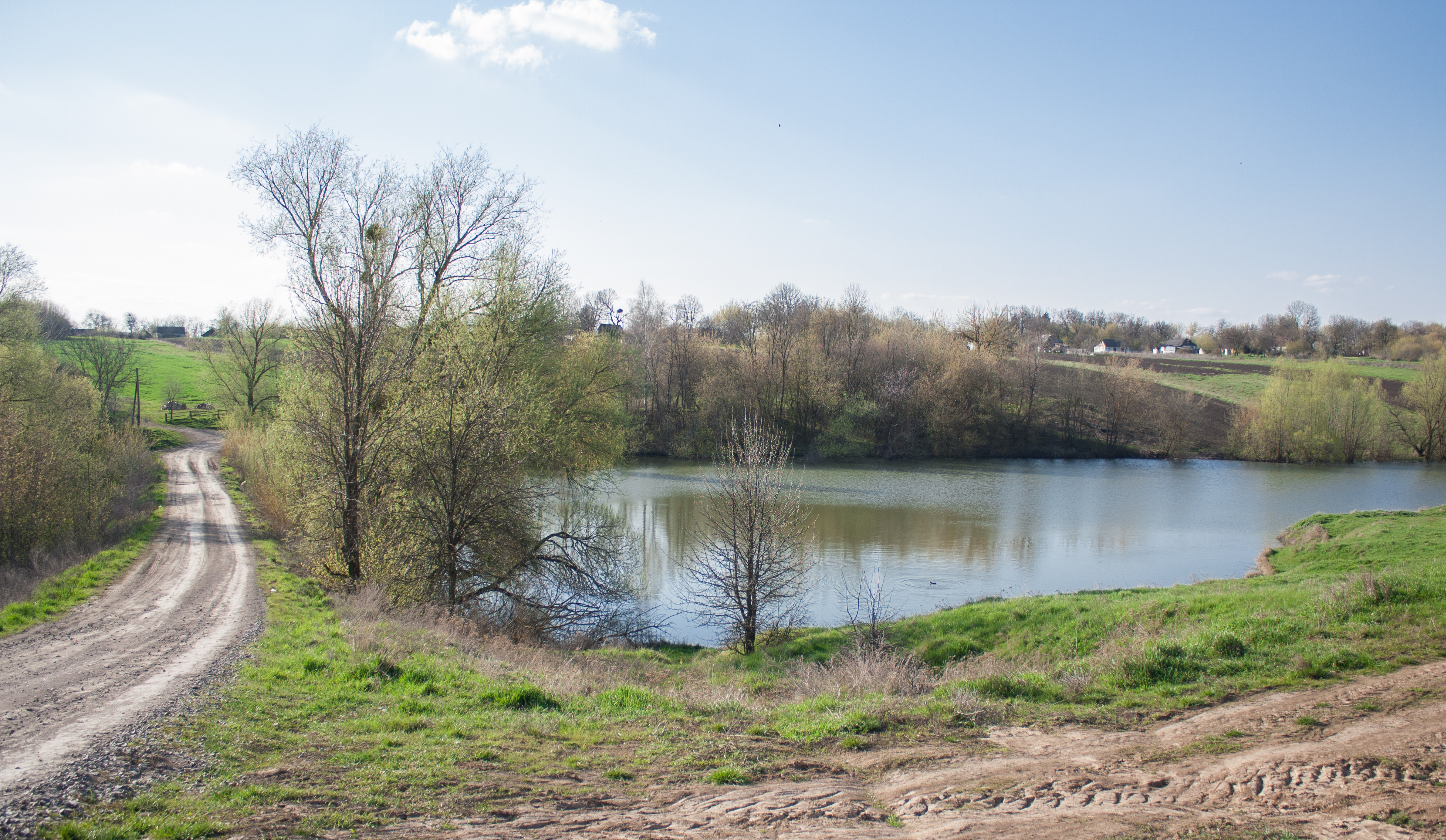
Ставок
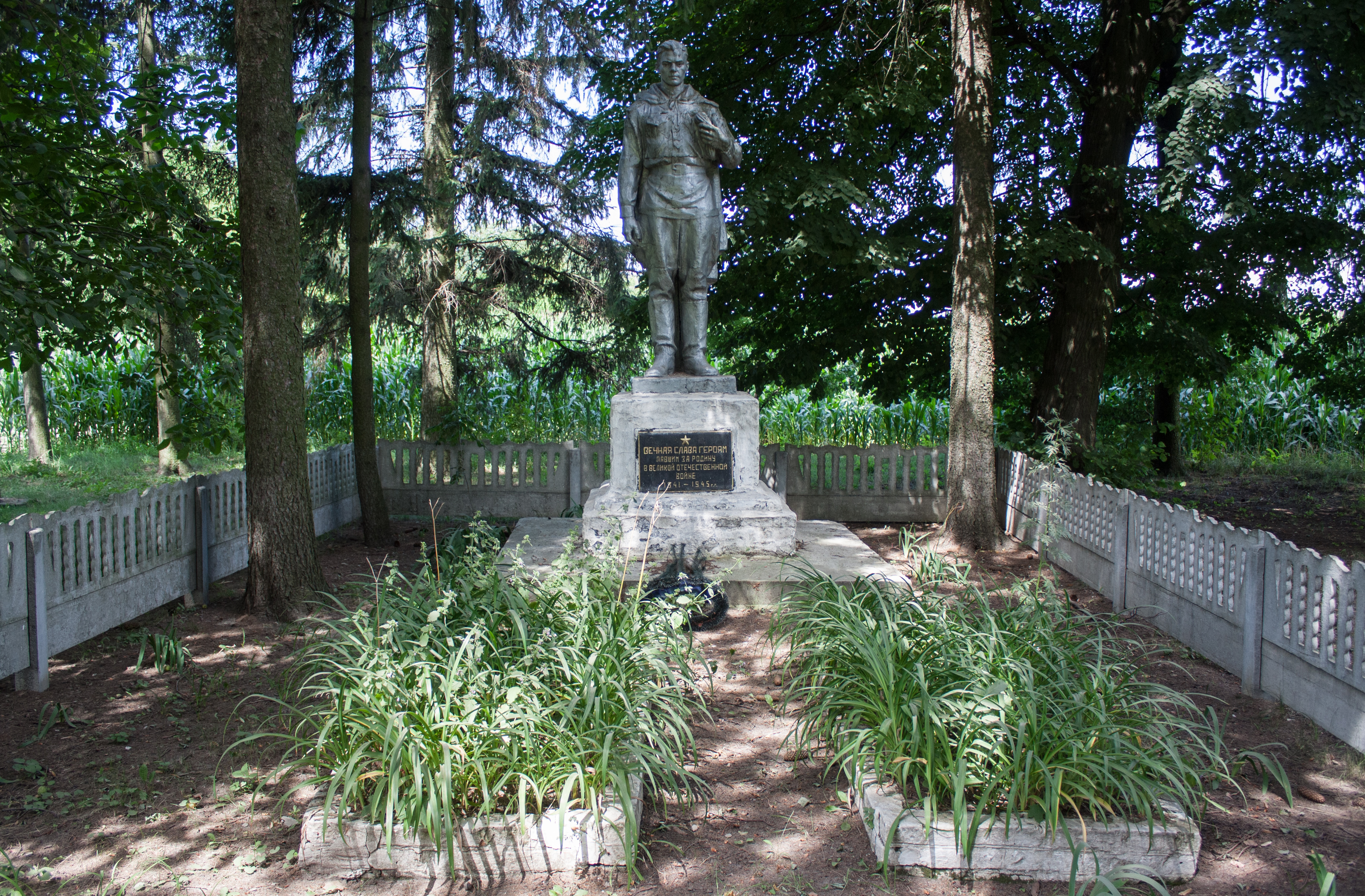
Братська могила радянських воїнів